# GuruPlugDisplay
GuruPlugDisplay（グループラグディスプレイ）とはマーベル社が開発したARMプロセッサを搭載したプラグコンピュータである。
GuruPlugDisplayは800MHzのARMプロセッサ、Debian が初期インストールされた内蔵フラッシュメモリ、100メガビット・イーサネット、HDMI画像出力 を持っており、コンセントに挿し込むだけですぐに小型パソコンとして活用できる。
姉妹モデルのGuruPlugと比べると、画像出力が追加された代わりに、無線LANとBlueToothが削除され、イーサが100Mに、CPUも800MHz に速度が落とされ、JTAGアダプタが標準添付された
HDMI画像出力からは、HDMI→DVI-D変換ケーブルを用いて通常のDVI-D対応モニタに接続できるとともに
HDMIケーブルでハイビジョンテレビにも接続できる

## バージョン
GuruPlugには他に  GuruPlug Server StandardとGuruPlug Server Plusもあるが、CPUが大きく異なるので別記事とした
また、GuruPlug Server Plusで問題となった熱暴走問題 のため、GuruPlugDisplayの登場が予定より1年遅れたが
本機種では、ファンの設置に頼らず、熱暴走問題も報告されていない。
（GuruPlug Server Plusは2012年現在、製造・販売を終了している。）